# Johannes de Tour et Taxis
Johannes Prinz von Thurn und Taxis, 11e prince de Tour et Taxis (5 juin 1926 – 14 décembre 1990), est un homme d'affaires allemand et chef de la maison de Tour et Taxis de 1982 jusqu'à sa mort,.

## Jeunesse
Johannes est né au Schloss Höfling à Ratisbonne, en Allemagne, de Karl August, 10e prince de Thurn et Taxis, et l'infante Maria Anna de Bragance. Il a deux sœurs aînées : Clotilde (1922-2009) et Mafalda (1924-1989), ainsi qu'un frère cadet : Albert (1930-1935).

## Mariage et famille
Dans les années 1970, Johannes a organisé des soirées d'avant-garde et, parce qu'il était bisexuel, il était souvent vu dans les discothèques gays. Avant son mariage, sa « compagne constante » était la princesse Henriette von Auersperg, plus tard von Bohlen und Halbach.
Le 31 mai 1980, il épousa la bien plus jeune comtesse Gloria de Schönburg-Glauchau (née en 1960), qui descendait de Karl Alexander, 5e prince de Thurn et Taxis. La famille comtale de Schönburg-Glauchau était une branche médiatisée de la dynastie des princes de Schönburg, qui possédait encore de grandes propriétés en Allemagne après la Première Guerre mondiale mais devint des réfugiés en Afrique sous le régime nazi et connut des moments difficiles. Le couple a attiré l'attention des médias au milieu des années 1980, avec un style de vie haut bohème les situant parmi la jet set et l'apparence exagérée de la princesse Gloria (caractérisée par une couleur de cheveux brillante et des vêtements flashy) a incité Vanity Fair à la décrire comme « La princesse TNT, la dynamite mondaine », un sobriquet qui est resté longtemps avec elle. Le couple a eu trois enfants :  
- Maria Theresia Ludowika Klothilde Helene Alexandra (née 28 novembre 1980 à Regensburg),
- Elisabeth Margarethe Maria Anna Beatriz (née le 24 mars 1982 à Regensburg),
- Albert (II.) Maria Lamoral Miguel Johannes Gabriel (né le 24 juin 1983 à Regensburg).

À la mort de son père en 1982, Johannes est devenu le chef de la famille Thurn and Taxis. Il est décédé le 14 décembre 1990 après deux transplantations cardiaques infructueuses en deux jours, à Munich - Großhadern. Héritant de plus de 500 millions de dollars de dettes, sa veuve a été forcée de simplifier son mode de vie pour maîtriser les responsabilités fiscales de l'homologation de sa succession et de garantir ce qui restait de la fortune de son mari.

## Titres et honneurs

### Titulature
- 5 juin 1926 - 14 décembre 1990 : Son Altesse Sérénissime le prince Johannes von Thurn und Taxis, prince de Thurn und Taxis et du Saint-Empire.
- 26 avril 1982 - 14 décembre 1990: Son Altesse Sérénissime le prince von Thurn und Taxis.

### Honneurs dynastiques
Ordres dynastiques des familles non régnantes: 
- Maison de Thurn und Taxis : chevalier souverain grand-croix de l'Ordre de la Parfaite Amitié[7],[8]
- Famille royale saxonne : chevalier grand-croix de l'Ordre de la Rue Couronne[9],[10]
- Famille royale portugaise : chevalier grand-croix de l'Ordre de l'Immaculée Conception de Vila Viçosa[11]
- Famille impériale russe : chevalier grand cordon de l'Ordre Impérial de Saint Stanislas [12],[13]

### Distinctions nationales et étrangères
- : commandeur de l'Ordre du Mérite de la République fédérale d'Allemagne[7],[14]

 Ordre souverain de Malte : bailli chevalier grand-croix d'honneur et dévotion de l'ordre souverain de Malte, 3e classe,,